# Gheorghe Funar
Gheorghe Funar (Nagyszentmiklós, 1949. szeptember 29. –) román gazdasági szakértő és soviniszta politikus, 1992–2004 között Kolozsvár polgármestere.

## Életrajzi adatok
1973–1977 között közgazdászként dolgozott Kolozsváron, majd 1978–1989 között tanársegéd volt az Agronómiai Intézetben, majd 1990–2004 között lektor (adjunktus) a kolozsvári Agrártudományi és Állatorvosi Egyetemen. 1990-92 között a kertészeti kar prodékánja volt.
1992–1997 között a Román Nemzeti Egység Párt elnöke, 1998 októberétől a Nagy-Románia Párt főtitkára volt. 1992–2004 között Kolozsvár polgármestere volt, 2004-től kezdve szenátor a román parlamentben. Szenátorként javasolta a kormánynak, hogy minden állampolgárnak osszanak román nyelvű Bibliát és minden községben állítsák fel Mihai Eminescu szobrát.

## Kritikák
Polgármestersége idején, főleg az első ciklusban támogatta Ion Stoica tevékenységét, amely a Caritasnak nevezett pilótajátékban testesült meg. A játék összeomlása volt az egyik első pénzügyi jellegű botrány a rendszerváltás utáni Romániában.
Gheorghe Funar a soviniszta orientációjáról ismert. Ő volt az, aki a Mátyás-szobor talapzatára elhelyeztetett egy feliratot, amely szerint a király román származású. A város közterületein elhelyezett tárgyakat (padok, közlekedési táblák, szeméttartók stb.) nemzetiszínűre festette, a karácsonyi ünnepek alatti kivilágítást kizárólag piros-sárga-kék égőkkel oldotta meg, ásatásokat kezdeményezett a főtéren.
Egyes cselekedeteivel a magyar kisebbséget provokálta: a magyar személyekről elnevezett utcák nevét megváltoztatta, a magyar-román alapszerződés aláírásakor (1996. szeptember 16.) halottas menetet szervezett Kolozsvár utcáin (a koporsóban egy késsel átszúrt szívű bábu feküdt). Amikor a kolozsvári magyar konzulátusról ellopták a zászlót, Funar azt nyilatkozta, hogy a tolvajokat a város díszpolgárává kell kinevezni.
Maga Funar visszautasítja a magyarellenesség vádját, az állítva, hogy ő valójában az RMDSZ ellen, és nem a magyarság ellen van.
Több pert indított kolozsvári értelmiségiek, újságírók, politikusok ellen rágalmazás miatt. Ellene is indultak büntetőfeljelentések, a leggyakrabban hivatali visszaélés vádjával. Az "Alimentara" ügyben bűnösnek találták és felfüggesztett büntetést kapott. Funart azzal vádolták, hogy fia, Sabin Funar cégét részesítette előnyben a polgármesteri hivatal szerződéskötései során. A város egyik piacát szintén fia egyik cége kapta meg koncesszióba.
Választási kampányait kétes ígéretek jellemezték: például alagút fúrását ígérte a Feleki-domb alatt, függővasutat a Kis-Szamos felett, felvonó építését a Fellegvárra.